# 国後島の材木岩

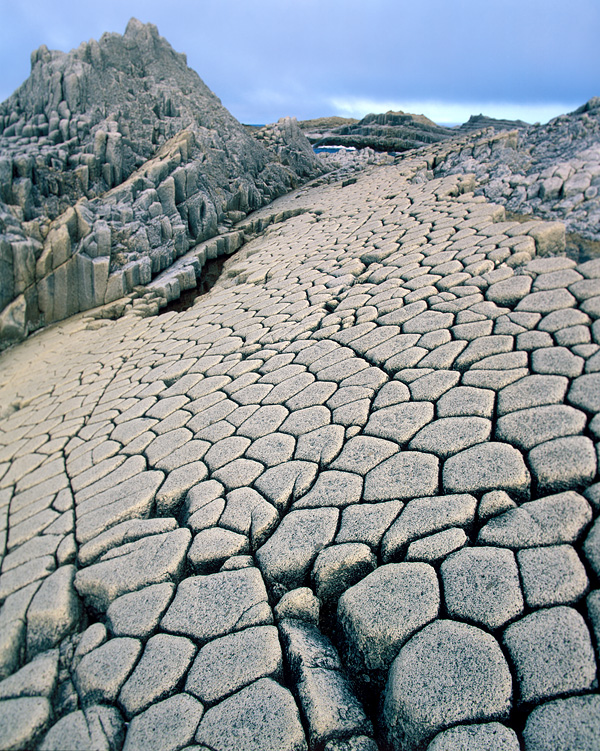
材木岩

国後島にある材木岩（ざいもくいわ、ロシア語名ストルブチャティ岬（ロシア語: Столбчатый））は国後島の西海岸沿いにある岩場である。

## 概要
国後島の材木岩は羅臼山からの玄武岩質溶岩が冷え固まって、多角柱の規則的配列構造を形成した柱状節理を持つ岩塊である。この柱状節理が材木のように見えることから材木岩の名がついたとされる。波の浸食により岩塊が削られ、岬は高さ4～50mの断崖絶壁となっている。なお、ロシア語名のストルブチャティも柱状節理という意味を持っている。